# Stizocera bisignata
Stizocera bisignata är en skalbaggsart som beskrevs av Dmytro Zajciw 1958. Stizocera bisignata ingår i släktet Stizocera och familjen långhorningar. Inga underarter finns listade i Catalogue of Life.